# Брцкович-Драга
45°25′ пн. ш. 15°23′ сх. д. / 45.41° пн. ш. 15.39° сх. д.
Брцкович-Драга (хорв. Brcković Draga) — населений пункт у Хорватії, у Карловацькій жупанії у складі громади Генеральський Стол.

## Населення
Населення за даними перепису 2011 року становило 30 осіб.
Динаміка чисельності населення поселення: